# Carl August Grevesmöhlen

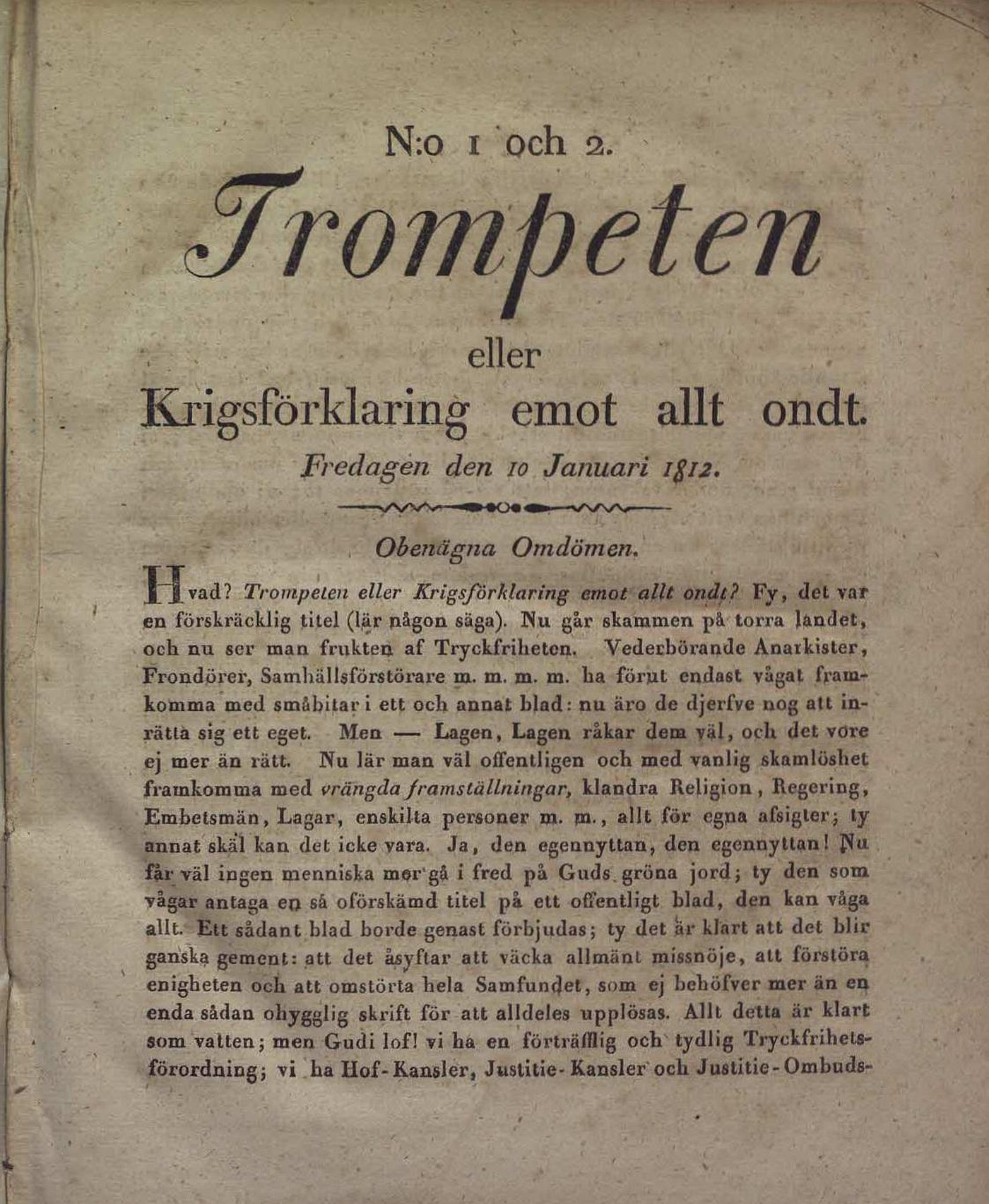
Första numret av tidningen Trompeten den 10 januari 1812.

Carl August Grevesmöhlen, född 1754 vid Dalkarlshyttan, Lindesberg, död 1 juni 1823 i Kongsvinger, var en svensk ämbetsman och debattör.

## Bakgrund och tidig karriär
Carl August Grevesmöhlen tillhörde en välkänd borgarsläkt Grevesmühl (även stavat Grevesmöhlen). Hans far Carl Engelbrecht var dock lagman. Modern tillhörde en annan bekant släkt, Öijer, och morbrodern var borgmästare i hemstaden Lindesberg samt riksdagsman (troligen mösspartiet) när Carl August Grevesmöhlen var barn.
Grevesmöhlen ingick 1772 efter slutade studier i Uppsala i Svea hovrätt, där han 1780 blev notarie och 1788 assessor, var tillika anställd vid tullväsendet, 1777 som notarie i generaltullarrendesocieteten, 1787 som sekreterare hos dess efterträdare, generaltulldirektionen, samt blev 1790 överdirektör i generallandttullkontoret och som sådan preses i accisrätten.
1794 invaldes han som ledamot nr 144 av Kungliga Musikaliska Akademien.
Grevesmöhlen uppträdde först som ekonomisk skriftställare, bl. a. med avhandlingen Om förmonligaste sättet att använda trädesjorden (2:a uppl. 1803), som 1802 vann Patriotiska sällskapets stora pris och framkallade en livlig debatt, där Grevenmöhlen framför allt försvarades av några som varit delaktiga i sammansvärjningen mot Gustaf III (Nordell och Adlersparre).

## Rättsliga bekymmer
Sin främsta ryktbarhet vann han emellertid genom sina processer, sitt skriftställarskap rörande dessa och sin politiska verksamhet. Som överdirektör råkade han i delo med den 1803 inrättade generaltullarrendesocietetens ledande män, överståthållaren Samuel af Ugglas och f. d. underståthållaren Nils Henric Liljensparre, mot vilkas agerande han åtskilliga gånger uppträdde oppositionellt, särskilt bekant i ett fall med åldermannen i bryggarämbetet, Isak Lorensson Westman vars parti Grevesmöhlen tog mot fullmäktige.
Oviljan mot Grevesmöhlen gav sig luft, då en t.f. advokatfiskal i tullen 1806 anklagade honom för vissa smärre förseelser. Grevesmöhlen bestred anklagelserna, men societetens fullmäktige beslöt 1 november 1806 att avstänga honom från tjänstgöring och överlämnade målet till Kammarkollegium. Därefter utspann sig en längre rättegång som slutdömdes först 1810, varvid Grevesmöhlen ådömdes en föreställning för kassainventering samt böter för missfirmligt skrivsätt, men i övrigt frikändes. Han hade då sedan en tid försatts i konkurs. 1811 återfick han sin tjänst, som han dock samma år fick utbyta mot pension, eftersom hela generallandttullkontoret och acciskammaren drogs in.
Rättegången hade emellertid väckt ett ofantligt uppseende genom en mängd skrifter med pikanta titlar, i vilka Grevesmöhlen offentliggjorde sina inlagor till domstolarna, t. ex. Sällan värre eller besvär och påminnelser ang. Tullstyrelsen (1808), Processen om Ingenting och Processen utan parter (alla 1809), Förödelsens styggelse, juridisk hjeltedikt på oren prosa, Sista smörjeisen, rättegångsroman, och Syndaräkningen (1810) m. fl., och vilka även från motsidan framkallade åtskilliga svarsskrifter. Hans bokförläggare sa om skrifterna att de sålt i stora upplagor att han gjort sig en förmögenhet på dem. Dessa och andra småskrifter gjorde honom berömd för allmänheten ute i landet, vilket bidrog till att han skulle få tillmälet "pöbeldiktator".
Rättegången betraktades också - särskilt efter avsättandet av Gustav IV Adolf 1809 - som ett led i striden mot den föregående regimen, speciellt dess byråkrati. Den föranledde t. o. m. på Riddarhuset och i bondeståndet yrkanden och motioner, riktade mot både Ugglas och Liljensparre, av vilka emellertid den förre kraftigt försvarade sig.

## Talesman för kronprins Karl Johan
Under samma riksdag användes Grevesmöhlen vid åtskilliga tillfällen av Adlersparre och dennes parti. Särskilt hos bondeståndet hade han lyckats förskaffa sig stort inflytande, så att en del elektorer 1810 t. o. m. gav honom sina röster, då justitieombudsman första gången skulle tillsättas. Han fick 8 röster mot Mannerheim som fick 34.
Han hade också blivit chef för den under riksdagen av Mannerheim m. fl. upprättade hemliga polisen, vars uppgift var uppspårandet av kontrarevolutionära anläggningar, och bidrog som sådan i hög grad till spridandet av rykten om gustavianska anläggningar mot regeringssättet och mot kronprins Karl Augusts liv. I samband med omröstningen om JO förlorade Grevensmöhlen sin starka ställning i hemliga polisen, och återupptog i samband med detta kontakter med antiaristokratiska krafter såsom bryggaren Westman ovan.
Efter kronprins Karl Augusts död deltog Grevensmöhlen i en pamflettkampanj som resulterade i mordet på Axel von Fersen. Han utpekades 1810 av en rysk minister för att ha deltagit i den ryktesspridning som föregick och ledde fram till detta mord. Han kom vid samma tid i nära förbindelse med den nye överståthållaren Anders Fredrik Skjöldebrand, som använde honom för att vid tronföljarvalet i Örebro inverka hos bondeståndet till förmån för fursten av Ponte Corvo, och blev därefter under några år ett slags rapportör och halvofficiell journalist åt kronprins Karl Johan.
I sin veckoskrift Åskådaren (nov. 1810-11) behandlade han emellertid mest statsförfattningsrätt och nationalekonomi, måhända dock till ej ringa del från Karl Johans synpunkt, och i Trompeten (1812) huvudsakligen frågor rörande umgängeslivet och sederna, varemot Skandinaven (1812) och Nya Skandinaven (1812-13) hade till direkt syfte att försvara den nye kronprinsens politik. I den sista avslöjades sålunda med dennes vetskap i maj 1813 bl. a. avsikterna på Norge.

## Fejden mot baron Boije
Förmodligen gick Grevesmöhlen till en början regeringens ärenden i den strid med baron Johan Ludvig Johansson Boije, som i slutet av 1814 genom den anonyma broschyren Tankar öfver den klagan, som nu mer än förr höres öfver en allmän penningnöd kritiserat finansernas ställning och därigenom i hög grad misshagat regeringen. Grevesmöhlen svarade genast med A. B. C. i finanserna (1814). Striden fortsattes därpå med skarpa broschyrer från ömse sidor och skärptes ytterligare genom att sammanknytas med en strid, som uppstod vid 1815 års riksdag, då åtskilliga representanter, bland dem Boije, föreslog en del inskränkningar i judarnas rättigheter. Grevesmöhlen uppträdde omedelbart till deras försvar, och ett broschyrkrig utvecklade sig, som snart i personliga smädelser och skandalskriveri överskred alla gränser, och i vilka Grevesmöhlens penna ej förde det mildaste språket.
Boijes titelblad åtalades på prästeståndets begäran enligt tryckfrihetsförordningen § 3 mom. 3 såsom innehållande "gäckeri af den allmänna gudstjänsten". I övrigt framkallade flera av de växlade skrifterna ömsesidiga ärekränkningsmål. Mot Grevesmöhlen uppträdde en hel rad av skriftställare, bl. a. Lorenzo Hammarsköld, Bengt Johan Törneblad, Anders Lindeberg, med ovettiga smädeskrifter, bland vilka Banditen Galgeniano, sin tids afsky och förskräckelse (av Carl Gustaf Walberg) torde varit den grövsta, och Herr öfverdirektören C. A. Grevesmöhlens porträt (av Fredrik Cederborgh) den kvickaste.
Striden, som endast under 1815 gav upphov till omkring 150 broschyrer, fick sitt slut 1816, sedan regeringen skyndat på domstolarna, så att Boije dömdes till ett års fängelse och Grevesmöhlen till ärans förlust och landsförvisning. Grevesmöhlen bosatte sig i Kongsvinger, lär fortfarande ha åtnjutit en pension av Karl Johans handkassa, med villkor att han ej vidare skulle visa sig i Sverige. Ifrån Norge tjänstgjorde Grevesmöhlen åtminstone i någon mån som rapportör åt riksståthållaren, greve Sandels.